# The Dark Crystal
The Dark Crystal is een fantasyfilm uit 1982 geregisseerd door Jim Henson en Frank Oz. Zoals veel andere werken van Jim Henson is de film geheel gemaakt met poppen, maar de personages uit de Muppet Show waarmee Henson beroemd is geworden komen in de film niet voor. Er wordt door Henson ook een wezenlijk verschil gemaakt tussen "creatures" en "muppets". Het ontwerp van de poppen kwam voor rekening van Brian Froud. De film is geproduceerd door ITC Entertainment, het Britse bedrijf dat ook de Muppet Show produceerde.
Het verhaal heeft overeenkomsten met Dr. Jekyll and Mr. Hyde van Robert Louis Stevenson aangaande de opsplitsing van het goede en het kwade in een persoon en de zoektocht zoals bekend uit In de ban van de ring van Tolkien.

## Samenvatting
De film speelt zich af in een andere wereld (in "The World of The Dark Crystal" Thra genoemd), en een andere tijd. Aan het begin wordt door een verteller uitgelegd dat duizend jaar voor aanvang van het verhaal, tijdens de grote conjunctie van de drie zonnen, een magisch kristal dat altijd voor eenheid had gezorgd brak door toedoen van de Urskeks. Een scherf van dit heldere kristal ging verloren en daardoor veranderde het in een donker kristal. De Urskeks werden door deze daad opgesplitst in de goede Mystics en de kwaadaardige Skeksis, waarna de Skeksis de controle kregen over de planeet. Een tijd van duisternis begon. Nu, duizend jaar later, zal er weer een grote conjunctie plaatsvinden en volgens een oude voorspelling zal een Gelfling het kristal herstellen. Gebeurt dit niet, dan zullen de slechte Skeksis eeuwig heersen.
Om te voorkomen dat het kristal ooit weer wordt gemaakt, hebben de Skeksis de afgelopen duizend jaar bijna alle Gelflings vermoord. De Gelfling Jen is echter ontsnapt door de hulp van de Mystics en is ervan overtuigd dat hij de laatste van zijn soort is. Hij krijgt van zijn meester, de oudste van de Mystics, de taak om de verloren kristalscherf te vinden voor de grote conjunctie plaatsvindt. Ondertussen, in het paleis van de Skeksis, sterft de keizer. De kamerheer eist de troon op, maar wordt in een duel verslagen door een andere Skeksis en verbannen.
Nauwelijks is Jen vertrokken op zijn missie, of de Skeksis ontdekken zijn bestaan dankzij het donkere kristal. Ze sturen hun soldaten, de Garthim, eropuit om Jen te doden. Jen vindt de kristalscherf uiteindelijk bij een vrouw genaamd Aughra, maar voordat deze hem kan vertellen wat hij ermee moet doen, wordt haar huis aangevallen door de Garthim. Ze nemen Aughra gevangen, maar Jen ontsnapt op het nippertje. Hij komt terecht in een bos waar hij Kira ontmoet, een vrouwelijke Gelfling die ook dacht dat ze de laatste van haar soort was.
Ze brengen de nacht door bij de Podlings, een ras van kleine mensachtige wezens waar Kira bij is opgegroeid. Het dorp van de Podlings wordt ook aangevallen door de Garthim. Weer weten Jen en Kira maar net te ontsnappen, dankzij hulp uit onverwachte hoek: de kamerheer komt tussenbeide en houdt de Garthim tegen. Hij wil de Gelflings zelf naar het kasteel brengen in de hoop weer geaccepteerd te worden.
De volgende dag vinden Jen en Kira de ruïnes van een oude Gelflingstad. Hier leest Jen over de voorspelling dat een Gelfing het donkere kristal zal herstellen en beseft eindelijk wat hij moet doen. Met behulp van twee landstriders bereiken Jen en Kira het kasteel van de Skeksis. Al snel nadat ze zijn binnengedrongen wordt Kira gevangen door de Skeksis. Ze weet later te ontsnappen met behulp van de dieren die ook gevangen zijn in het kasteel.
Jen vindt het kristal en springt erop, maar verliest daarbij de scherf. Kira arriveert net op tijd en gooit de scherf weer naar Jen, maar wordt daarna gedood door een van de Skeksis. Op het moment dat de conjunctie plaatsvindt, zet Jen de scherf terug op zijn plek. De kleur van het kristal verandert terug in wit terwijl de lichamen van de Garthim uit elkaar vallen. De Skeksis en de Mystics fuseren weer tot de Urskeks. Een van de Urskeks brengt Kira weer tot leven. Daarna verdwijnen ze omdat het kristal weer hersteld is en daarmee ook het evenwicht van het leven op de planeet.

## Rolverdeling
| Acteur             | Personage | Opmerkingen  |
| ------------------ | --------- | ------------ |
| Jim Henson         | Jen       | Poppenspeler |
| Jim Henson         | SkekZok   | Poppenspeler |
| Stephen Carlic     | Jen       | Stemacteur   |
| Kathryn Mullen     | Kira      | Poppenspeler |
| Lisa Maxwell       | Kira      | Stemacteur   |
| Frank Oz           | Aughra    | Poppenspeler |
| Frank Oz           | SkekSil   | Poppenspeler |
| Billie Whitelaw    | Aughra    | Stemacteur   |
| Dave Goelz         | Fizzgig   | Poppenspeler |
| Dave Goelz         | SkekUng   | Poppenspeler |
| Percy Edwards      | Fizzgig   | Stemacteur   |
| Barry Denen        | SkekSil   | Stemacteur   |
| Michael Kilgarriff | SkekUng   | Stemacteur   |
| Joseph O’Connor    |           | Verteller    |
| Miki Iveria        | Podling   |              |
| Sue Westerby       | Podling   |              |
| Barry Dennen       | Podling   |              |

## Rassen

### Gelflings
Elfachtige wezens, die op twee na zijn uitgeroeid door de Skeksis. Hun volledige benaming is: Ghellflainngk wat zoveel betekent als: "zij die leven zonder wetenschap over de toekomst". Ze houden van muziek en dansen.
Eeuwen geleden konden Gelflings vliegen, tegenwoordig hebben alleen de vrouwelijke gelflings nog vleugels, waarmee zij slechts naar beneden kunnen zweven.

### Skeksis
Gier/draak-achtig creatuur, ontstaan uit de splitsing van de UrSkeks. Skeksis zijn door en door slecht en haten alles, inclusief elkaar. Ze vrezen de Gelflings, omdat deze volgens een voorspelling het einde van hun bestaan zouden veroorzaken. Door middel van "The Dark Crystal" (het duistere kristal) tappen ze levenselixer af om de keizer van de Skeksis te verjongen. Eerst tapten ze dit elixir af bij Gelflings en later - toen ze dachten dat de Gelflings uitgeroeid waren - bij de Podlings. Het is onbekend of de Skeksis vrouwelijk of mannelijk zijn.
De Skeksis zijn gebaseerd op de zeven hoofdzonden.
Van origine zijn er 18 Skeksis, maar aan het begin van de film zijn er slechts 10 over. Tijdens de film komen er nog 2 om.

### Mystics / urRu
Ook wel urRu genoemd. Zijn ontstaan uit de splitsing van de UrSkeks. Ze staan voor alles wat goed is. Het zijn nobele magische wezens die zich voornamelijk bezighouden met bidden. Ze hebben Jen gered van de Garthim en opgevoed, zodat hij de voorspelling in vervulling kan laten gaan.
Van origine zijn er 18 urRu, maar aan het begin van de film zijn er slechts 10 over. Tijdens de film komen er nog 2 om.

### UrSkeks
De UrSkeks komen van een andere planeet, vanwaar zij werden verbannen vanwege de slechtheid die nog in hen zat. Om deze slechtheid te verwijderen gebruikten ze het Kristal bij een ritueel. Het ritueel ging gruwelijk mis en de urSkeks werden opgesplitst in de Skeksis en de urRu.
Van origine zijn er 18 UrSkeks. Nadat Jen het Kristal heeft geheeld, zijn er nog 8 over. Ze zijn aan het einde van de film vertrokken naar een onbekende bestemming.
De namen van de UrSkeks zijn opgedeeld de namen van de Skesis en Mystics.

### Aughra
Aughra is een wezen geboren uit gesteente en bomen. De rotsen, stenen en bomen op Thra hadden de behoefte om te ontdekken en te leren. Omdat zij zich niet voort kunnen bewegen, creëerden zij Aughra. Voor zover bekend bestaan er twee individuen.

### Podlings
De Podlings zijn een simpel en vredelievend ras dat leeft van de landbouw. Ze houden ook Nebrie voor hun melk. Ze wonen in grote holle planten. Ze worden regelmatig overvallen door de Garthim die hen vangen en ze naar de Skeksis brengen. De Skeksis tappen hun levenselixer af en maken ze daarna tot slaven.

### Fizzgig
Een Fizzgig is een hond-achtig wezentje die door de Podlings als huisdier en als "herdershond" wordt gehouden. Ze zijn klein, rond, pluizig en hebben een staart. De Fizzgig heeft korte pootjes, maar verplaatst zich voornamelijk door als een bal te rollen. Ze hebben een dubbele rij tanden die alleen maar te zien zijn als ze hun bek helemaal opendoen.

### Landstriders
Een wezen op 4 poten dat wel wat weg heeft van een kruising tussen een enorme spin en een reuzekonijn. Landstriders kunnen dankzij hun lange poten enorme afstanden afleggen in weinig tijd, “zo snel als de wind”. Ze zijn de gezworen vijanden van de Garthim. De Skeksis vinden het vlees van de Landstriders een delicatesse.

### Garthim
De Garthim lijken nog het meest op zwarte reuzekevers/kreeften. Ze zijn gemaakt door de Skeksis, om als soldaten te dienen. Zij werden eropuit gestuurd om Gelflings en de Pod-people te vangen. Ze wonen in en om het kasteel van de Skeksis en bewaken de ingangen. Ze doen de urRu geen kwaad. Toen de UrSkes weer compleet waren, vielen de Garthim uit elkaar en bleken ze van binnen hol en leeg te zijn.

### Nebrie
De Nebrie is een groot amfibie die woont in de moerassen. De Podlings gebruiken de melk van de Nebrie om kaas van te maken. Skeksis houden erg van geroosterde Nebrie.

### Crystal bats
De Crystal bats zijn een vleermuisachtige ras die een kunstmatig gemaakt kristal in hun lijf hebben. Ze zijn door de Skeksis gemaakt om als spionnen de hele wereld uit te kammen op zoek naar Gelflings. Wat de Crystal Bats zien, zien de Skeksis ook maar dan in "The Dark Crystal". Zij verraadden Jen en Kira dan ook aan de Skeksis.

## Personages

### Gelfling
- Jen Als klein kind is Jen gered door urSu van een aanval van de Garthim. Hij groeit op in de vallei van de Mystics, denkend dat hij de laatste van zijn soort is. Wanneer urSu op sterven ligt, stuurt hij Jen op zijn missie om de scherf van het kristal te vinden en het kristal te helen. Jen heeft een Y-vormige fluit wat door de Gelflings een Firca wordt genoemd. Het geluid van deze fluit in de film werd gemaakt met een ocarina.
- Kira Zij overleefde de aanval van de Garthim op de Gelflings, doordat haar moeder haar nog op tijd kon verstoppen. Ze werd daarna gevonden en opgevoed door de Podlings. Kira heeft van hen geleerd om met dieren te praten. Zij heeft vleugels, iets wat alleen vrouwelijke Gelfling hebben. Zij is, net zoals Jen in de veronderstelling dat ze de laatste van haar soort is.
- Kira's moeder Weet tijdens een Garthim aanval Kira nog net op tijd te verstoppen. Ze werd gegrepen door een Garthim en het is onbekend wat er met haar is gebeurd. Waarschijnlijk is haar levens elixer van haar afgenomen voor de keizer van de Skeksis.

### Skeksis
- SkekSo is de Keizer. Sinds het ontstaan van de Skeksis hij heeft zijn leven getracht te verlengen door het drinken van levenselixer van de Gelflings en Podlings. Zijn wederhelft is urSu. In het begin van de film sterft hij.
- SkekZok is de meester der rituelen van de Skeksis. Hij leidt het dagelijkse ritueel waarbij de Skeksis hun krachten aanvullen door in het licht te kijken dat elke morgen door "The Dark Crystal" wordt verspreid. Zijn wederhelft is urZah. Hij doodt Kira met een dolk vlak voordat Jen het kristal kan helen.
- SkekUng is de Garthim meester. Nadat SkekSo is overleden strijd hij tegen SkekSil om de titel van keizer. Dit wint hij uiteindelijk. Zijn werderhelft is urIm.
- SkekSil is de kamerheer van de Skeksis en zou logischerwijs de nieuwe keizer zijn geworden. Helaas voor hem werd hij uitgedaagd door SkekUng en verloor hij. Hij werd door de andere Skeksis uitgekleed en verbannen. Voordat hij het kasteel verlaat leert hij dat er nog Gelflings leven en besluit hij om er zelf één te vangen, zodat hij zijn rechtmatige plek weer terug kan krijgen. Zijn wederhelft is urSol.
- SkekTek is de wetenschapper van de Skeksis hij weet precies hoe je levenselixer kunt onttrekken aan Gelflings en Podlings. In zijn laboratorium heeft hij een wand die open kan met een reflector, die stralen van het kristal doorstuurt. In zijn laboratorium zijn vele kooien met allerlei soorten wezens. Dankzij Kira breken de wezens uit en via de wand in de muur weten ze SkekTek in de schacht onder het kristal te werpen, wat resulteert in zijn dood. Zijn wederhelft is urTih.
- SkeAyek is de fijnproever van de Skeksis, hij houdt heel erg veel van eten, wat ook te zien is aan zijn omvang. Hij heeft een groep slaven onder zijn hoede die het eten voor de Skeksis klaarmaken. Zijn wederhelft is urAmaj.
- SkekNa is de slavenmeester van de Skeksis. Hij overziet al het werk van de slaven in het kasteel. Zijn wederhelft is urNol.
- SkekShod is de schatbewaarder van de Skeksis. Zijn wederhelft is urYod.
- SkekOk is de geschriftenbewaarder van de Skeksis. Hij is de kleinste van de Skeksis en draagt een brilletje. Zijn wederhelft is urAc.
- SkekEkt is de ornamentalist van de Skeksis. Hij maakt en ontwerpt allerlei sieraden en ornamenten. Zijn werderhelft is urUtt

### Mystics/urRu
- urSu is de meester van alle urRu. Hij wist dat zolang er tien urRu en Skeksis zouden zijn er een balans zou zijn. Om deze balans te verstoren kiest hij ervoor om te sterven, omdat met hem SkekSo de keizer ook zou sterven, wat tot anarchie zou leiden onder de Skeksis. Hij is het die Jen heeft gered van een Garthim aanval en heeft meegenomen naar de vallei van de Mystics.
- urZah is de rituelen bewaarder van de Mystics. Hij was een ware meester in de voorspellende zandmagie die de Mystics bedreven. Zijn wederhelft is SkekZok.
- urIm is de genezer van de mystics. Zijn wederhelft is SkekUng.
- urSol de zanger. Hij draagt zijn haar in een knot. Zijn wederhelft is SkekSil.
- urTih de alchemist. Doordat SkekTek sterft in de schacht onder het kristal gaat hij in vlammen op en sterft ook.
- urAmaj de kok, werkte altijd zeer nauw samen met urNol om de meest eenvoudige, maar zeer uitgebalanceerde maaltijden te bereiden voor de Mystics. Zijn wederhelft is SkekAyuk.
- urNol de kruidenkenner. Zijn wederhelft is SkekNa.
- urYod de numerologist, houdt de tijd bij door middel van stenen. Zijn wederhelft is SkekShod.
- urAc de schriftgeleerde van de Mystics. Hij heeft Jen leren lezen. Zijn wederhelft is SkekOk.
- urUtt is de wever. Hij maakte de kleding van de Mystics die vol magische spiralen stond. Zijn werderhelft is SkekEkt

### UrSkeks
- SoSu - skekSo / urSu
- ZokZah- skekZok / urZah
- UngIm - skekUng / urIm
- SilSol - skekSil / urSol
- TekTih - skekTek / urTih
- AyukAmaj - skekAyuk / urAmaj
- NaNol - skekNa / urNol
- ShodYod - skekShod / urYod
- OkAc - skekOk / urAc
- EktUtt - skekEkt / urUtt

### Aughra
- Aughra is een vrouw van het ras Aughra. Ze heeft de UrsSkek zien arriveren op Thra en was erbij toen ze opgesplitst werden in Skeksis en urRu. ShodYod de UrSkek heeft haar geholpen bij het bouwen van haar observatorium. Ze houdt zich vooral bezig met astrologie en is in het bezit van de kristalscherf die Jen nodig heeft. Aughra weet veel van de voorspelling en vindt dat Jen maar slecht op de hoogte is. Ze klinkt bijna altijd alsof ze kwaad is. Aughra is in staat om haar linkeroog uit zijn kas te halen om zo dingen beter te kunnen bekijken. Haar rechteroog is ze verloren toen ze naar "The Great Conjunction"(de grote conjunctie) van de zonnen keek, eeuwen geleden. In haar voorhoofd zit nog een derde oog.

### Podling
- Ydra is de pleegmoeder van Kira. Ze heeft Kira gevonden na de Garthim aanval op haar volk. Ze is heel enthousiast wanneer Kira Jen meeneemt naar het Podling dorp. Ze zet Jen als eregast aan tafel tijdens het feest in het dorp. Tijdens het feest sleept ze Jen mee de dansvloer op waardoor Jen uit zijn schulp kruipt en zelfs op zijn Firca meespeelt met het orkest. Ydra wordt door de Garthim gevangengenomen en door de Skeksis tot slaaf gemaakt. Wanneer het kristal is geheeld door Jen wordt ze net als alle andere Podlings weer vrij.

### Fizzgig
- Fizzgig is Kira’s huisdier. Hij is heel dapper en zet het op een brullen als hij zijn zin niet krijgt. Hij wordt door de Skeksis in de schacht onder het kristal gegooid, maar weet zich vast te bijten in de reflector bij het laboratorium. Aughra redt hem uit deze situatie.

## In de film

### Het Kristal
Het Kristal is het hart en ziel van de planeet Thra. Voordat de UrSkes er waren bevond het kristal zich in een berg, via een schacht kon er zonlicht op het kristal schijnen. De UrSkeks hebben de berg omgevormd tot een kasteel. Het kristal zweeft in de Kristalkamer.
Het heeft meerdere benamingen:
- The Great Crystal voordat de UrSkeks op Thra kwamen.
- The Pure Crystal is de periode tussen het arriveren van de UrSkeks en het splitsen van de UrSkeks.
- The Dark Crystal is de benaming na de splitsing.
- The Crystal of Thruth nadat Jen het kristal heeft geheeld.

De Skeksis en urRu kunnen kracht ontlenen aan het kristal.

### De voorspelling
"When single shines the triple sun,
What was sundered and undone
Shall be whole, the two made one,
By Gelfling hand, or else by none."
Wanneer de drie zonnen schijnen als één,
zal wat uiteen is gevallen ongedaan gemaakt worden,
zal weer heel worden, de twee worden één,
Door een Gelfling en niemand anders.

### Kristalscherven
Wanneer Jen bij Aughra komt, toont ze hem meerdere kristalscherven. Slechts één behoort aan "The Dark Crystal". De overige scherven zijn door de Skeksis gemaakt, toen zij over de voorspelling hoorden. Ze hadden ze verspreid rond het kasteel om de Gelflings in verwarring te brengen. Gelflings brachten de scherven naar Aughra in de hoop dat zij ze zou kunnen vertellen welke de echte was. Helaas kon Aughra dat niet. Jen weet uiteindelijk, door het magische gezang van de Mystics te reproduceren met zijn Firca, het kristal te onderscheiden van de andere.

### Zonnen
Thra heeft drie zonnen:
- The Great Sun de grote zon, de grootste oranje gekleurde zon.
- The Rose Sun de roze zon, de middelgrote roze gekleurde zon.
- The Dying Sun de stervende zon, de kleinste paars gekleurde zon.

Samen kunnen deze zonnen grote en kleine conjucties vormen. De urRu en Aughra hielden zich bezig met het voorspellen wanneer dit zou gaan plaatsvinden.

### Dreamfasting
Dreamfasting wordt door Gelflings gebruikt om herinneringen te delen, dit gebeurt op telepathisch niveau. Wanneer Kira Jen uit het moeras helpt doen ze dit per ongeluk.

## Achtergrond

### Productie
The Dark Crystal is gemaakt in de tijd tussen klassieke- en computeranimatie.
De poppen in de film zijn bijna allemaal creatures. Deze worden grotendeels bediend met hengels en kabels, maar voor de fijnere motoriek werden radiografisch bestuurbare onderdelen gebruikt.
Verder maakten de producers gebruik van enorme kostuums waar acteurs in konden (bijvoorbeeld voor de Garthims). Dit was echter niet zonder problemen; de pakken waren erg zwaar en het dragen ervan kostte veel energie. Zo moesten de acteurs die de Garthims speelden om de paar minuten pauze nemen om bij te komen. Hiervoor werden de kostuums opgehangen aan grote haken zodat de acteurs in de pakken konden uitrusten en de kostuums niet steeds aan en uit hoefden te trekken
De personages en kostuums zijn voor het merendeel ontworpen door Brian Froud. In de film komt geen enkele acteur in beeld. Daarom werd de film bij uitkomst aangeprezen als “de eerste live-action film zonder mensen” De animatrons die voor de film werden gebruikt werden destijds gezien als revolutionair.
De binnenopnames voor de film vonden plaats in de Elstree Studios. De buitenopnames werden gefilmd in onder andere de Schotse Hooglanden, Gordale Scar, North Yorkshire, Twycross en Leicestershire.
In de oorspronkelijke versie van het scenario spraken de Skekses geen Engels maar een verzonnen taal. De film had Engelstalige ondertiteling zodat het publiek wel kon volgen wat er gezegd werd. Tijdens een voorpremière van de film bleek al snel dat het publiek dit lastig vond en daarom werden de stemmen opnieuw ingesproken met Engelse tekst. De originele dialoog is echter nog wel terug te vinden op enkele dvd-uitgaven van de film.

### Ontvangst
Eerst dachten veel critici dat de film een flop zou worden omdat het maken ervan veel langer duurde dan elke andere film en Jim Henson ook nog eens over het budget heen ging. Uiteindelijk werd de film een succes en won ook veel prijzen voor de speciale effecten. Toch vonden velen de film vrij duister voor een Jim Henson-film. Dat is ook deels de reden dat de film minder goed werd bezocht dan de producers hadden gehoopt.
The Dark Crystal haalde in de bioscopen uiteindelijk 40 miljoen dollar op, tegen een budget van 15 miljoen dollar. De film werd deels overschaduwd door E.T. the Extra-Terrestrial, dat in hetzelfde jaar uitkwam.
In zowel Frankrijk als Japan was The Dark Crystal de meest succesvolle film van het jaar en tot de komst van Titanic de meest succesvolle film ooit. De film heeft sinds de originele uitgave een cultstatus verkregen.

### Spin-offs
- Na een schrijfwedstrijd in 2013 werd de schrijver J.M. Lee uitgekozen om een boekenserie te maken die bij het officiële universum van The Dark Crystal zou toebehoren. Deze boekenserie bestaat uit 4 boeken, waarvan er op dit moment 2 zijn uitgebracht: Shadows of the Dark Crystal & Song of the Dark Crystal .
- Kort na uitkomst van de film verscheen er een videospel van de film.
- Vrijwel tegelijk met de film verscheen het boek The World of The Dark Crystal, waarin meer achtergrondinformtie wordt gegeven over de wereld waarin de film zich afspeelt.
- Het Amerikaanse stripbedrijf Marvel Comics maakte een stripversie van de film bestaande uit twee losse albums.
- In 2007 publiceerde TokyoPop een mangaserie getiteld Legends of the Dark Crystal, die zich afspeelt voor de film.

### Mogelijk vervolg
Een vervolg op The Dark Crystal, getiteld Power of the Dark Crystal stond enige tijd op de planning. Genndy Tartakovsky had erin toegestemd de regie op zich te nemen, op voorwaarde dat er naast computeranimatie ook traditionele poppen werden gebruikt voor de productie en dat Brian Froud wederom de personages zou ontwerpen.
De film zou oorspronkelijk in 2008 uitkomen. Dat werd nadien uitgesteld naar 2011, maar ook die deadline werd niet gehaald. Op 18 september 2011 maakte Jim Hensons dochter Cheryl bekend dat het project wederom voor onbepaalde tijd stil was gelegd.
In februari 2012 werd officieel bekendgemaakt dat het project niet doorging. In plaats daarvan werd het script voor de film bewerkt tot een 12-delige stripboekserie met dezelfde naam, die in 2017 verscheen.

### Prequel-serie
In mei 2017 werd bekend dat Netflix samen met The Jim Henson Company werkte aan een tv-serie gebaseerd op The Dark Crystal getiteld The Dark Crystal: Age of Resistance. De serie, die op 30 augustus 2019 wereldwijd beschikbaar kwam, speelt zich af enkele jaren voor de film en bestaat uit 10 afleveringen.

## Prijzen en nominaties
| jaar | prijs                           | categorie                     | genomineerde(n)                         | uitslag     |
| ---- | ------------------------------- | ----------------------------- | --------------------------------------- | ----------- |
| 1983 | Saturn Award                    | Beste fantasyfilm             | -                                       | gewonnen    |
| 1983 | Saturn Award                    | Beste poster                  | Richard Amsel                           | genomineerd |
| 1983 | Saturn Award                    | Beste special effects         | Roy Field, Brian Smithies               | genomineerd |
| 1983 | Avoriaz Fantastic Film Festival | Grand Prize                   | Jim Henson, Frank Oz                    | gewonnen    |
| 1983 | Hugo Award                      | Best Dramatic Presentation    | -                                       | genomineerd |
| 1984 | BAFTA Film Award                | Beste Visuele Effecten        | Roy Field, Brian Smithies, Ian Wingrove | genomineerd |
| 2008 | Saturn Award                    | Best DVD Classic Film Release | -                                       | genomineerd |